# 刘尊棋

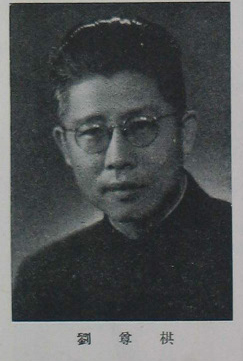
劉尊棋近照

刘尊棋（1911年6月5日—1993年9月5日），原名刘质文，男，湖北鄂城人，生于浙江宁波，中华民国新闻记者、中华人民共和国官员。

## 生平
1916年随父母迁居北京。1928年1月，自北京基督教青年会财政商业专门学校（中专）毕业，入燕京大学政治系任秘书，同时旁听燕京大学课程。1930年5月，进入苏联塔斯社北平分社任英文翻译及记者。1930年任中国左翼作家联盟北平分会理事。1931年1月中共北平市委书记任国桢介绍刘尊棋加入中国共产党。1931年1月，负责顺直省委宣传部的文件保管工作。1931年5月20日，因叛徒告密，被国民党宪兵逮捕，关押在北平草岚子监狱。同被关押的有薄一波、安子文、刘澜涛、杨献珍等人。1933年5月经中国民权保障同盟的王卓然等人营救，获无条件释放出狱。但国民党捏造假的刘尊棋“退党启事”刊登在《北平晨报》。后来刘尊棋回到苏联塔斯社北平分社继续任翻译和记者。1934年8月塔斯社北平分社撤销，到《北平晨报》担任记者。1936年通过孔祥祯重新与中共党组织取得联系。
1937年秋，抗日战争爆发后，刘尊棋自日本东京赶回国，到上海参加胡愈之主持的国际宣传工作。1937年，刘尊棋翻译了《当日本作战的时候》一书。1937年11月，到国民党中央社任战地记者。1938年末，刘尊棋、胡愈之、范长江创办中共直接领导的通讯社——国际新闻社，刘尊棋任该社第一任社长。1939年9月，全国慰劳总会组织的前线抗敌将士慰劳团从重庆出发，到达延安。随团三位记者（中央社记者刘尊棋、《扫荡报》记者耿坚白、《新民报》记者张西洛）于9月16日在慰劳团住地的新市区边区政府交际处的窑洞采访了毛泽东。采访后，由刘尊棋执笔、耿坚白和张西洛补充，共同整理出一份完整的记录，给范长江主持的重庆“国际新闻社”寄去一份。延安的《新中华报》在10月6日以《毛泽东同志与中央社记者刘先生、扫荡报记者耿先生、新民报记者张先生的谈话》为题发表第一版上占了整整一个版面。各抗日根据地的报刊，都刊登了这篇重要谈话。重庆《新华日报》10月19日刊登；国际新闻社发到海外的毛泽东谈话记录稿，在香港、新加坡及南洋的华侨报纸都在显著地位刊登。中央社、《扫荡报》、《新民报》一字未提及毛泽东会见三记者的事。这次采访谈话后来在《毛泽东选集》上以《和中央社、扫荡报、新民报三记者的谈话》为题以九问九答的形式保存下来。毛泽东在访问中对国共摩擦表示“人不犯我，我不犯人；人若犯我，我必犯人”。
1941年1月爆发了“皖南事变”掀起第二次反共高潮，中共南方局决定疏散国统区面目暴露的党员和进步分子。刘尊棋和妻子郑倚虹被安排去新加坡，《南洋商报》任编辑主任，主编时事新闻。1942年12月回重庆任美国新闻处中文部主任。
抗日战争胜利后，刘尊棋在上海利用美国新闻处的力量，办起了一张宣传和平与民主的《联合日报》。又于1946年4月15日在中共地下党组织的支持下创办《联合晚报》，成立了以刘尊棋为首的社务委员会，同国民党进行宣传斗争，直到1947年5月24日《联合晚报》与《文汇报》、《新民晚报》三报同时被国民党政府查封。1946年从美国新闻处卸职后，刘尊棋于1946年冬赴美国，从事人民外交工作，1948年回到香港。为新华社香港分社办了英文版《远东时事周报》。自从他出狱后，一直没能恢复中共的组织关系，直到1949年9月才恢复了组织关系。
1945年，费正清曾任美国新闻处上海总部负责人，后来在回忆录中曾赞扬刘尊棋是美国新闻处“华籍工作人员的领导人”，并认为中华人民共和国拥有刘尊棋、金仲华、杨刚、宦乡等人，是一股“惊人的力量”。
中华人民共和国成立后，作为新闻界代表参加了中国人民政治协商会议第一届全体会议。并任中华全国新闻工作者协会筹备委员会常委，中央人民政府新闻总署国际新闻局副局长，英文刊物《人民中国》总编辑。1952年，任外文出版社副社长兼总编辑。1955年10月被停职审查。1956年1月，中央国家机关党委宣布，刘尊棋的罪名为“叛变出狱、军统特务，同时还为美帝国主义服务”。1958年，作为右派分子被从北京遣送到北大荒。1968年5月被逮捕押回北京，关押在半步桥监狱。1969年12月被押解到湖南长沙。1970年6月底，因身体健康不佳，被转到洞庭湖赤山岛上的湖南省第一监狱。
1975年8月，经亲属申诉，刘尊棋获得释放，被安排在湖南农校图书室担任管理员。1978年2月，被分配到中国社会科学院情报研究所工作。1978年11月，中共中央组织部正式为刘尊棋平反。1978年11月至1981年，任中国大百科全书出版社临时领导小组副组长，《不列颠百科全书》中美联合编审委员会中方主席，《简明不列颠百科全书》（中文版）主编。1981年6月，任英文《中国日报》总编辑。1985年8月，任《中国日报》顾问。1992年离休。
刘尊棋是第五、六、七届全国政协委员，第六、七届全国政协常务委员，中华全国新闻工作者协会副主席、顾问。
1993年9月5日，刘尊棋在北京病逝，享年83岁。